# Peer Krom
Gerardus Johannes Krom, plus connu sous le nom de Peer Krom (né le 10 mars 1898 aux Pays-Bas, et mort le 15 décembre 1965), est un joueur de football international néerlandais, qui évoluait au poste de milieu de terrain.

## Biographie

### Carrière en sélection
Avec l'équipe des Pays-Bas, il joue 14 matchs (pour un but inscrit) entre 1923 et 1928. Il joue son premier match en équipe nationale le 25 novembre 1923 contre la Suisse et son dernier le 8 juin 1928 contre le Chili.
Il participe aux Jeux olympiques de 1924 organisés en France et à ceux de 1928 organisés à Amsterdam. Il joue trois matchs lors du tournoi olympique de 1924 et deux lors du tournoi olympique de 1928.

## Palmarès
- Champion des Pays-Bas en 1923 avec le RCH Heemstede